# ۶۰۰۰۰ (عدد)
۶۰۰۰۰ به حروف شصت هزار یک عدد طبیعی است که بعد از ۵۹۹۹۹ و قبل از ۶۰۰۰۱ قرار دارد.